# Storchenschlössel

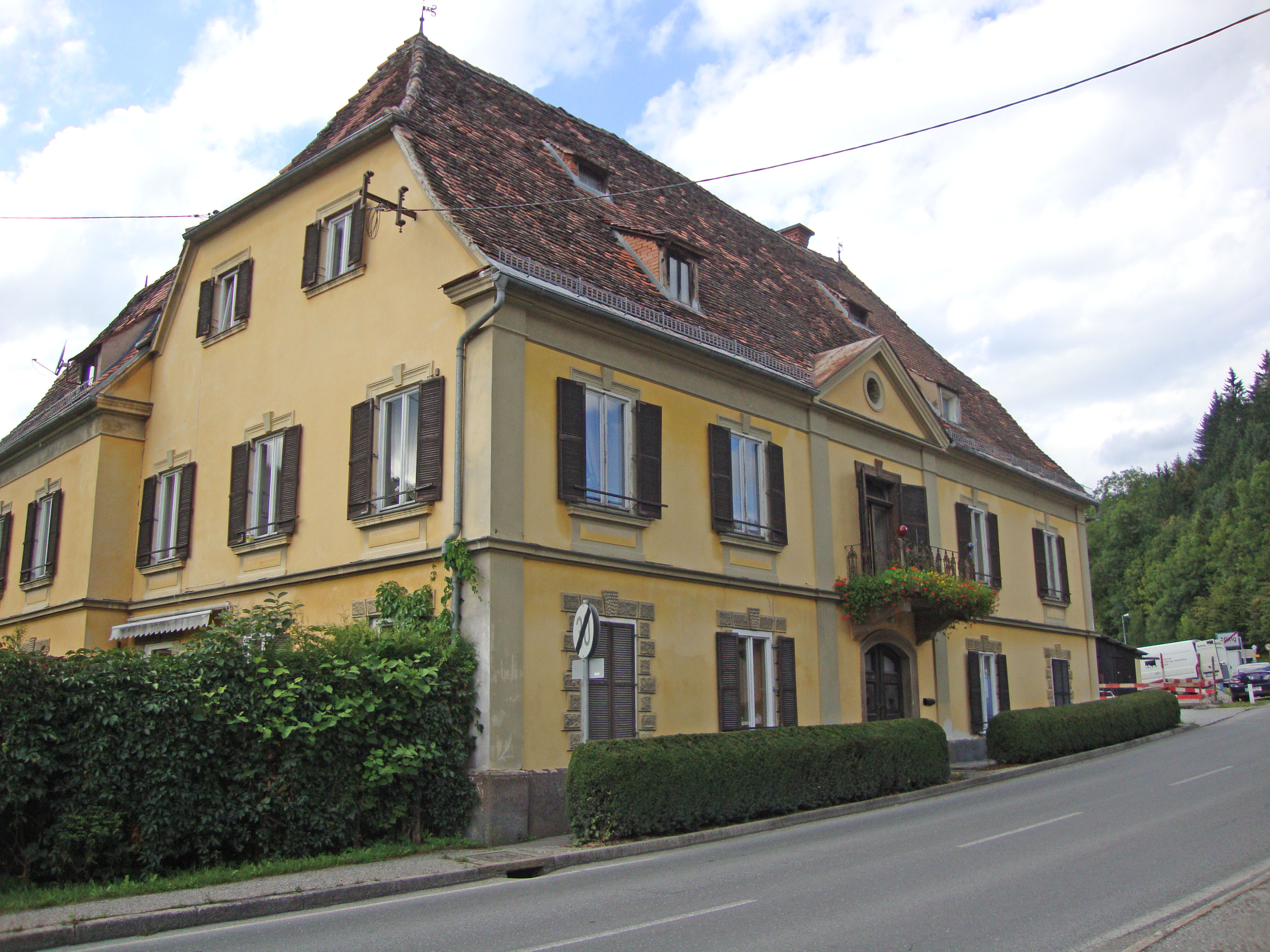
Das Storchenschlössel im August 2014

Das Storchenschlössel befindet sich in der Ortschaft Afling der Gemeinde Kainach bei Voitsberg im Bezirk Voitsberg in der Weststeiermark. Die Ursprünge des Schlosses, welches aus einem ehemaligen Bauerngut entstand, gehen bis auf das 17. Jahrhundert zurück.

## Standort
Das Schloss befindet sich in dem Gemeindegebiet von Kainach bei Voitsberg in der Ortschaft Afling direkt an der Straße zwischen Bärnbach und Kainach bei Voitsberg unweit der Mündung des Ofenbaches in die Kainach. Es hat die Adresse Hemmerberg 49.

## Geschichte

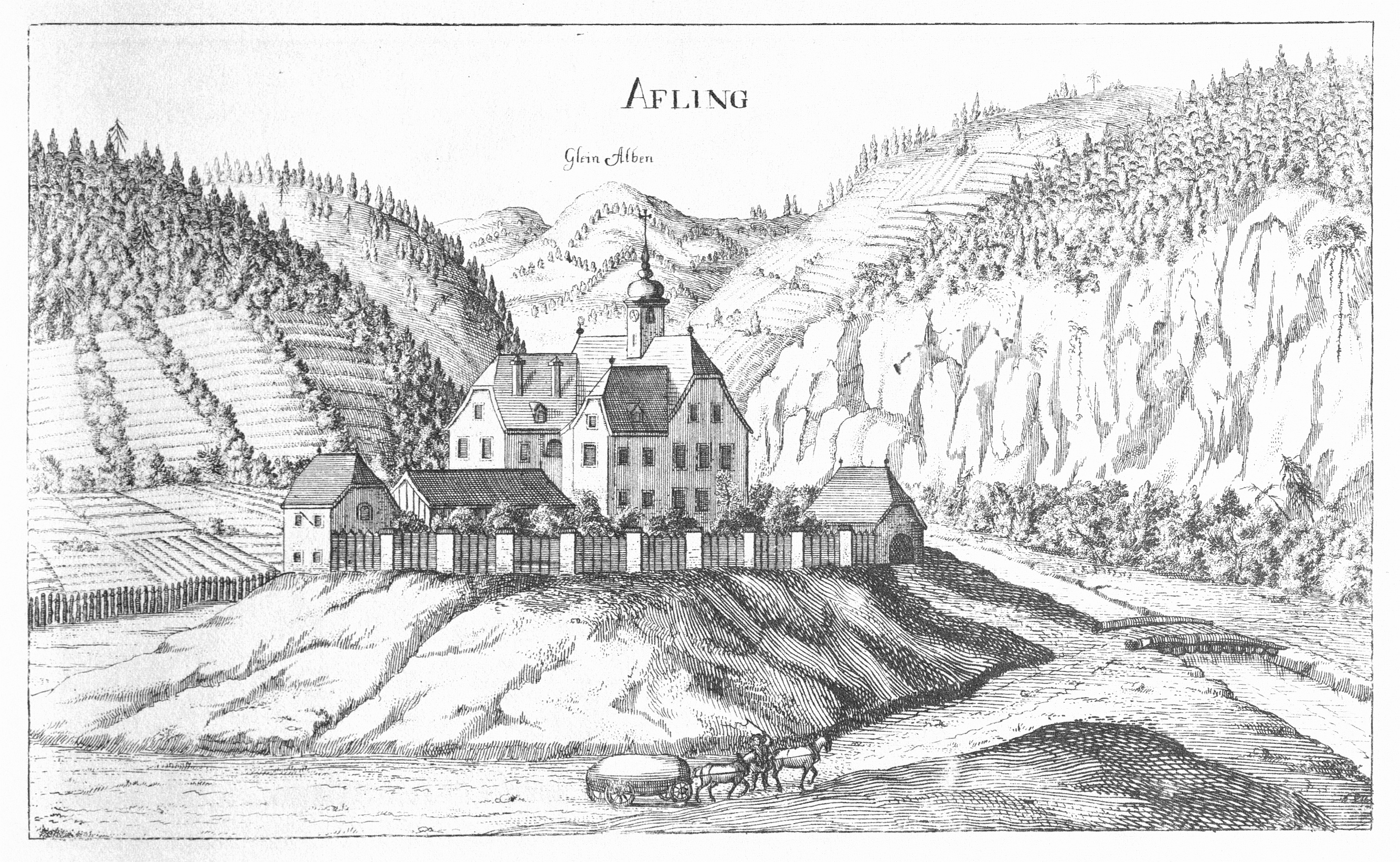
Darstellung des Storchenschlössels aus dem Jahr 1681 von Georg Matthäus Vischer.

Am Standort des heutigen Schlosses befand sich bereits im Mittelalter ein zinspflichtiges Bauerngut, welches im 13. Jahrhundert zu einem Zehnthof der Hanauer wurde. Im 15. Jahrhundert befand sich der Hof im Besitz der Gradner, ehe er im Jahr 1462 als Bauerngut an Andreas von Greißenegg ging. Nach dessen Hinrichtung und der Einziehung seiner Güter durch Kaiser Friedrich III. im Jahr 1471 ging der Hof an die Breuner, welche ihn mit der Herrschaft Schmirnberg verbanden.
Im Jahr 1611 erwarb Georg Stürgkh das Bauerngut und ließ es zu einem Edelhof ausbauen. Eine Erwähnung als Stürgkhhof am Afling erfolgte 1642. Seinen heutigen Namen verdankt das Störchenschlössel vermutlich der verballhornten Form Stürgkhenschloss. Der Edelhof erhielt 1681 die Fischrechte an der Kainach. Um 1700 verkaufte Anna Johanna Stürgkh den Edelhof an Johann Karl von Liechtenstein, welcher 1702 eine Messlizenz für die Schlosskapelle erhielt. Im Jahr 1711 erwarb Johann Christoph Leeb, welcher Pfarrer in Pöls war, den Edelhof und widmete ihn 1746 zur Dotation der Benefiziaten der Kirche von Sankt Johann am Tauern. Im Jahr 1780 soll eine Renovierung des Edelhofes erfolgt sein. Zu jener Zeit erhielt er auch seine heutige Form und wurde als Bauernhaus genutzt. Das Glockentürmchen in Form eines Dachreiters wurde gegen 1900 entfernt. In den 1970er-Jahren erfolgte eine erneute Restaurierung des Gebäudes.

## Schloss
Das heutige Schlossgebäude stammt aus dem 17. Jahrhundert und es handelt sich dabei um ein einstöckiges Bauwerk mit klassizistischer Fassade. Das Gebäude hatte bis gegen 1900 einen Dachreiter mit Glocke. Am Eingangsportal findet man die Jahreszahl 1886. Die Stuckdecke in der Vorhalle stammt aus dem 17. Jahrhundert. Die Schlosskapelle im Obergeschoß beinhaltet keine Ausstattung mehr.